# 沃頖
沃頖（音pàn/ㄆㄢˋ，1437年—？），字文淵，號復斋，浙江寧波府定海縣（今属北仑区）人，明朝政治人物。

## 生平
成化元年（1465年）舉乙酉科浙江鄉試第十九名。成化二年（1466年）聯捷丙戌科會試第二百三十一名，殿試登三甲第二百二十七名進士。先任福建，历江西道监察御史，贬内乡知县，升吉安府知府。成化二十三年（1487年），调任荆州府知府，弘治時以考察去职。晚年回乡隐居。

## 家族
曾祖父沃本初。祖父沃觀祥。父亲沃浩。母周氏。具庆下。弟沃順。

## 延伸閱讀
[在维基数据编辑]
 《四明人鑑·明御史知府沃公頖》，出自《四明人鑑》

| 官衔        | 官衔                                  | 官衔        |
| ----------- | ------------------------------------- | ----------- |
| 前任： 范锳 | 明朝荊州府知府 成化二十三年－弘治年間 | 繼任： 段正 |